# دیوید کامرون
دیوید ویلیام دونالد کامرون، بارون کامرون از چیپینگ نورتون (به انگلیسی: David William Donald Cameron, Baron Cameron of Chipping Norton) (زادهٔ ۹ اکتبر ۱۹۶۶) یک سیاستمدار بریتانیایی است که از سال ۲۰۲۳ تا ۲۰۲۴ به‌عنوان وزیر خارجه بریتانیا فعالیت کرده است.. او پیشتر از سال ۲۰۱۰ تا ۲۰۱۶ به‌عنوان پنجاه و سومین نخست‌وزیر بریتانیا و رهبر حزب محافظه کار خدمت کرده‌است.
او در جریان تغییرات کابینه ریشی سونک، نخست‌وزیر برتانیا، به‌گونه غیرمنتظره‌ای به دولت بازگشت و وزیر خارجه شد.
کامرون در دانشگاه آکسفورد در رشتهٔ فلسفه، علوم سیاسی و اقتصاد تحصیل کرد و مدرک کارشناسی (BA تراز اول افتخاری) خود را به دست آورد که بعدها به کارشناسی ارشد (MA) ارتقاء یافت. سپس به دپارتمان مطالعاتی محافظه‌کار پیوست و مشاور ویژهٔ نورمن لامونت و بعد از آن مایکل هوارد شد. او به مدت هفت سال رئیس امور حقوقی در انجمن کارلتون بود.
اولین دورهٔ نامزدی پارلمان در حوزهٔ انتخاباتی استافورد در انتخابات سراسری ۱۹۹۷ برای او به شکست انجامید اما کامرون در سال ۲۰۰۱ به عنوان عضو پارلمان از حوزه انتخاباتی آکسفوردشر از بخش ویتنی انتخاب شد. او دو سال بعد به عنوان سخنگوی مخالفان ترفیع رتبه پیدا کرد و خیلی زود، در جریان رقابت انتخابات سراسری ۲۰۰۵ رئیس هماهنگ‌کنندهٔ سیاست حزب شد.
کامرون به عنوان یک کاندیدای جوان و میانه‌رو شناخته شد که مورد قبول رأی‌دهندگان جوان بود و در سال ۲۰۰۵ پیروز انتخابات رهبری حزب محافظه کار شد. رهبری زودهنگام او در حزب محافظه کار پیش افتادن در نظرسنجی رای را در برابر حزب کارگر تونی بلر که برای ده سال رتبهٔ اول آرا را به خود اختصاص داده بود ایجاد کرد. با وجود آن که محافظه‌کاران بعد از مدت کوتاهی هنگامی که گوردون براون نخست‌وزیر شد به عقب رانده شدند، تحت رهبری کامرون، در نظرسنجی‌ها قاطعانه جلوتر از حزب کارگر قرار گرفته بودند. در انتخابات سراسری ۲۰۱۰ که در ۶ مه برگزار شد، محافظه کاران کرسی‌های بیشتری را از آن خود کردند اما از آنجایی که به حد نصاب نرسیده بودند، موجب ایجاد پارلمان اقلیت و تعلیقی شد. در پی استعفای گوردون براون، کامرون جهت تشکیل ائتلاف با حزب لیبرال دموکرات به عنوان نخست‌وزیر منصوب شد.
دیوید کامرون، اولین نخست‌وزیر بریتانیا بود که در سال ۲۰۱۴ در حاشیه مجمع عمومی سازمان ملل با عالی‌ترین مقام اجرایی ایران، حسن روحانی دیدار و در رابطه با عمده مسائل بین دو طرف از جمله حقوق بشر، انرژی هسته‌ای و حوادث خاورمیانه گفتگو کرد.
در سال ۲۰۱۵، وی مجدداً به نخست‌وزیری رسید و کابینه دوم خود را تشکیل داد.
در پی اعلام نتیجهٔ همه‌پرسی دربارهٔ خروج بریتانیا از اتحادیه اروپا، دیوید کامرون گفت از نخست‌وزیری بریتانیا کناره‌گیری کرد.
دیوید کامرون جوان‌ترین نخست‌وزیر بریتانیا در ۲۰۰ سال گذشته بوده‌است.